# 校原駅
校原駅 （キョウォンえき）は、大韓民国慶尚南道昌原市馬山合浦区にかつて存在した馬山港第1埠頭線の駅である。

## 歴史
- 1923年12月1日：北馬山駅として開業[1]。
- 日次不明：校原駅に改称。
- 1977年12月15日：新設の馬山駅に統合される形で廃止[2]。

## 隣の駅
馬山港第1埠頭線
馬山駅 - 校原駅 - 新馬山駅